# Irene Dalby
Pour les articles homonymes, voir Dalby.
Irene Karine Dalby, née le 31 mai 1971 à Hamar, est une ancienne nageuse norvégienne.

## Carrière
Au cours de sa carrière, elle remporte 97 médailles nationales : 57 en nage libre, 20 en quatre nages, 10 en dos, 6 en brasse et 4 en papillon.

## Palmarès

### Championnats d'Europe
- Championnats d'Europe 1989 à Bonn (Allemagne de l'Ouest) :
  -  Médaille de bronze du 800 m nage libre.
- Championnats d'Europe 1991 à Athènes (Grèce) :
  -  Médaille d'or du 400 m nage libre ;
  -  Médaille d'or du 800 m nage libre.
- Championnats d'Europe 1993 à Sheffield (Royaume-Uni) :
  -  Médaille d'argent du 800 m nage libre ;
  -  Médaille de bronze du 400 m nage libre.
- Championnats d'Europe 1995 à Vienne (Autriche) :
  -  Médaille de bronze du 400 m nage libre ;
  -  Médaille de bronze du 800 m nage libre.